# Sophie Cluzan
 (juillet 2024).
La mise en forme du texte ne suit pas les recommandations de Wikipédia : il faut le « wikifier ».
Les points d'amélioration suivants sont les cas les plus fréquents. Le détail des points à revoir est peut-être précisé sur la page de discussion.
- Les titres sont pré-formatés par le logiciel. Ils ne sont ni en capitales, ni en gras.
- Le texte ne doit pas être écrit en capitales (les noms de famille non plus), ni en gras, ni en italique, ni en « petit »…
- Le gras n'est utilisé que pour surligner le titre de l'article dans l'introduction, une seule fois.
- L'italique est rarement utilisé : mots en langue étrangère, titres d'œuvres, noms de bateaux, etc.
- Les citations ne sont pas en italique mais en corps de texte normal. Elles sont entourées par des guillemets français : « et ».
- Les listes à puces sont à éviter, des paragraphes rédigés étant largement préférés. Les tableaux sont à réserver à la présentation de données structurées (résultats, etc.).
- Les appels de note de bas de page (petits chiffres en exposant, introduits par l'outil «  Source ») sont à placer entre la fin de phrase et le point final[comme ça].
- Les liens internes (vers d'autres articles de Wikipédia) sont à choisir avec parcimonie. Créez des liens vers des articles approfondissant le sujet. Les termes génériques sans rapport avec le sujet sont à éviter, ainsi que les répétitions de liens vers un même terme.
- Les liens externes sont à placer uniquement dans une section « Liens externes », à la fin de l'article. Ces liens sont à choisir avec parcimonie suivant les règles définies. Si un lien sert de source à l'article, son insertion dans le texte est à faire par les notes de bas de page.
- La présentation des références doit suivre les conventions bibliographiques. Il est recommandé d'utiliser les modèles {{Ouvrage}}, {{Chapitre}}, {{Article}}, {{Lien web}} et/ou {{Bibliographie}}. Le mode d'édition visuel peut mettre en forme automatiquement les références.
- Insérer une infobox (cadre d'informations à droite) n'est pas obligatoire pour parachever la mise en page.

Pour une aide détaillée, merci de consulter Aide:Wikification.
Si vous pensez que ces points ont été résolus, vous pouvez retirer ce bandeau et améliorer la mise en forme d'un autre article.
Pour les articles homonymes, voir Cluzan.
Sophie Cluzan est une archéologue et historienne française, arabisante et spécialiste de l'Orient ancien.

## Formation
Arabisante[réf. nécessaire], Sophie Cluzan a été formée à l'école du Louvre, à l'Université Paris I et à l'INALCO.

## Fonctions et études
Elle est Conservateur général du patrimoine au musée du Louvre, directrice de la mission archéologique de Tulul el-Far, Tell Taouil et Tell el-Kharaze en Syrie. Elle est par ailleurs membre des missions archéologiques de Mari (Tell Hariri), d’Ougarit (Ras Shamra) et du Laboratoire Orient et Méditerranée du CNRS, Mondes sémitiques. La coopération internationale, scientifique et patrimoniale, constitue un des axes majeurs de son action dans les pays du Proche et du Moyen-Orient. A ce titre, elle est chargée de la coopération avec la Syrie (conservation des collections partagées, projet de refonte du réseau des musées syriens) ainsi qu’avec les musées du Liban, où elle a conduit divers projets (exposition de préfiguration à la réouverture du musée national de Beyrouth, musée de la Préhistoire de l’Université Saint-Joseph de Beyrouth et musée de Byblos).  Le commissariat d'expositions est un autre volet de son activité : Syrie, mémoire et civilisation , Le Veau d’or et les dépôts de Byblos et plus récemment celle sur le temple d'Ishtar de Mari, à l'occasion du 80e anniversaire de la découverte du site par André Parrot, en Syrie, en janvier 1934. Responsable des collections de Syrie, du Liban, de Chypre et de Palestine pour le département des antiquités orientales, la conservation, l’étude et la mise à disposition du plus grand nombre de cet ensemble fonde son action pour le musée du Louvre. Enseignante à l'école du Louvre et codirectrice de travaux de Master des Universités, elle participe également à l'encadrement de travaux doctoraux et à des jurys de thèse dans son domaine. Ses travaux scientifiques se sont concentrés sur la préhistoire orientale puis sur les périodes de l’éclosion et du développement de l’institution royale au Proche-Orient et de la structuration des panthéons (expression imagée, narration, glyptique royale, approche chronologique et régionale, etc.).

## Prises de position
En réponse aux événements qui secouent la Syrie, son activité de coopération avec ce pays s'est muée en actions relatives à la protection du patrimoine syrien en danger[réf. nécessaire]. Elle est vice-présidente de l’association internationale pour l’Archéologie de l’Asie Occidentale (ARWA), chargée du comité Patrimoine.

## Publications
- Syrie, mémoire et civilisation. Paris, 1993, IMA ;
- Les galets gravés du site de Khirokitia, Chypre.
- Mésopotamie, un brouillon de culture, Paris, 1996; Gallimard ;
- De Sumer à Canaan. L'Orient ancien et la Bible, Paris, 2005, Le Seuil ;
- Les sceaux royaux de l'époque Dynastique Archaïque : contribution à l'étude de la royauté du IIIe millénaire, Paris, 2002, ICAANE ;
- Voués à ishtar. Syrie, janvier 1934, André Parrot découvre Mari, Editions IFPO, 2014
- Les dépôts votifs dans les temples de l’époque Dynastique Archaïque, Vienne.
- Se présenter et se représenter à Mari.
- Articles dans des ouvrages d’expositions internationales, Paris, New York, Damas, Atlanta, Barcelone, Athènes, Italie.

- Ebih-il.Collection Solo. Avec Camille Lecompte. Paris 2011. Louvre
- Avec Camille Lecompte, Le nu-banda Ebih-Il. Nouvelles perspectives historiques, Syria, 2013.
- Avec Camille Lecompte, Les sceaux d'Ishqi-Mari. Nouvelles perspectives sur l'idéologie royale et la chronologie de Mari, Subartu.
- Des marques sur les statues mésopotamiennes du IIIe millénaire. Changement de statut et histoire, 2015.
- Le bruit des bonbons - The Astounding Eyes of Syria, Benjamin Loyauté. Collectif Edition Dilecta 400 p. Texte YA ‘AÏNI...  p 54-71. Langue : français/anglais/arabe, juin 2016  (ISBN 978-2-37372-015-0)
- From the Diyala to Ur, passing by Mari, Kish and the Jezirah. The god-boat.